# Неорганизирана област
Неорганизираната област (на английски: Unorganized Borough) е административна област в щата Аляска, САЩ. Тя заема над половината територия на щата, като със своите 837 700 km2 е по-голяма от всеки друг американски щат. При преброяването от 2000 г. се установи, че в областта живеят 81 803 жители, което се равнява на 13% от населението на Аляска.